# Bacre Waly Ndiaye
Bacre Waly Ndiaye est un juriste sénégalais, expert à l'ONU. De son séjour au Rwanda, il a réalisé un rapport sur les massacres de Tutsis, prémonitoire du génocide qui aura lieu une année plus tard; rapport qui est resté dans les tiroirs de l'organisation.

## Biographie

### Enfance, éducation et débuts
Bacre Waly Ndiaye est originaire du Sénégal. Il a une formation d'avocat.

### Carrière
Bacre Waly Ndiaye, inscrit au barreau en 1975, est membre de l'Ordre des avocats du Sénégal de 1982 à 1998 et occupe le poste de Secrétaire général pendant huit ans (1983-1991),.
Auparavant, il occupe le poste de Rapporteur spécial sur les exécutions extrajudiciaires, sommaires ou arbitraires, ce qui le conduit à participer à des missions d'enquête, notamment en ex-Yougoslavie en 1992 pour la Commission d’enquête internationale sur les crimes de guerre et crimes contre l’humanité, ainsi qu’au Rwanda en 1993 et 1994, et en Papouasie-Nouvelle-Guinée en 1995.
En 1995, il contribue également aux travaux de la Commission de vérité et de justice en Haïti.
Bacre Waly Ndiaye exerce plusieurs fonctions au sein du Haut-Commissariat des Nations Unies aux droits de l’homme, à Genève et à New York, depuis 1998. Il consacre une grande partie de sa carrière en RDC comme expert pour le compte de l'ONU,.
En 2021, Bacre Waly Ndiaye est le président de l'équipe d'experts sur le Kasaï,.

### Rapport sur les massacres pré-génocide au Rwanda
Bacre Waly Ndiaye a réalisé, en 1993, un rapport des massacres de Tutsis, prémonitoire du génocide qui aura lieur une année plus tard; rapport qui est resté dans les tiroirs de l'organisation. Il fait un second rapport au début du génocide d'avril 1994.